# McKinsey & Company
McKinsey & Company là một công ty tư vấn quản trị toàn cầu, chuyên nghiên cứu chiến lược cho các tập đoàn, chính phủ và các tổ chức đa quốc gia. McKinsey là công ty lâu đời, danh giá và lớn nhất trong nhóm "Big Three" (MBB), tức ba công ty tư vấn chiến lược lớn nhất thế giới tính theo doanh thu. McKinsey hiện tư vấn cho hơn hai phần ba số công ty trong danh sách Fortune 1000 (tức nhóm 1000 công ty lớn nhất thế giới).
Được thành lập vào năm 1926 bởi Giáo sư James O. McKinsey tại Đại học Chicago, McKinsey hiện có trụ sở chính tại New York, Hoa Kỳ với số lượng nhân viên lên đến 30.000. Công ty hoạt động tại hơn 67 quốc gia và được thống nhất bằng một tập hợp các giá trị mạnh mẽ. Các chuyên gia tư vấn tại đây bao gồm bác sĩ, kỹ sư, nhà thiết kế, nhà khoa học, nhà kinh tế học, công chức và doanh nhân.
McKinsey có một quy trình tuyển dụng cạnh tranh và gắt gao khắc tiếng, và được xem là một trong những nhà tuyển dụng lao động kén chọn nhất thế giới, với tỷ lệ ứng viên trúng tuyển chưa đến 1% mỗi năm. McKinsey chủ yếu tuyển dụng từ các trường đại học hàng đầu thế giới cũng như các ứng viên có học vấn cao và chuyên môn sâu trong nhiều lĩnh vực.

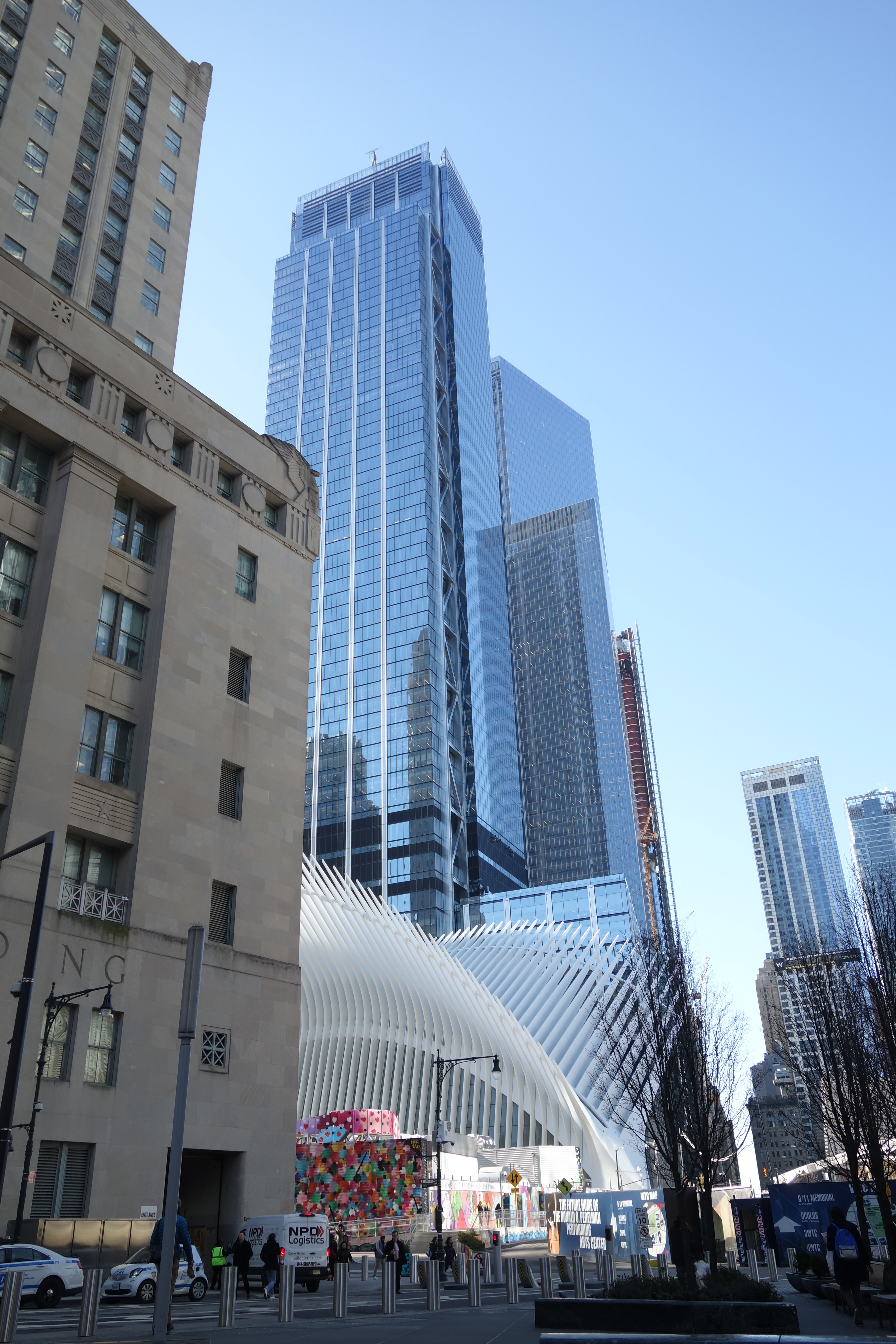
Trụ sở của McKinsey tại Trung tâm Thương mại Thế giới số 3 ở quận Manhattan, New York

Hằng năm McKinsey & Company đầu tư hơn 600 triệu USD để phát triển kiến thức và xây dựng năng lực nhằm đẩy mạnh khả năng quản lý. Công ty cũng tiến hành nghiên cứu thị trường và những xu hướng mới nổi trong mọi ngành công nghiệp, những vấn đề cấp bách nhất mà xã hội đang đối mặt và công bố chúng một cách rộng rãi.

## Lịch sử hình thành và phát triển
McKinsey & Company được thành lập vào năm 1926 với tên gọi James O. McKinsey & Company, người sáng lập chính là James O. McKinsey. Chi nhánh thứ 2 được thành lập tại New York vào năm 1933. Hoạt động chính là đưa ra những tư vấn về việc sử dụng nguyên lý kế toán trong quá trình quản lý.
Năm 1935, James O. McKinsey & Company sáp nhận với Wellington & Company. Tuy nhiên, sau khi James O. McKinsey qua đời vào năm 1937, văn phòng tại New York đã chính thức sở hữu độc quyền tên McKinsey (1947).
Những năm 1940 và 1950, tốc độ phát triển của McKinsey tăng nhanh chóng, nhất là tại châu Âu. Tuy nhiên, từ sau năm 1967, thời điểm mà Bower - Giám đốc điều hành từ chức, doanh thu của McKinsey đã đi xuống bởi có sự cạnh tranh từ các tên tuổi mới như Boston Consulting Group và Bain & Company. Khi Giám đốc điều hành mới là Ron Daniel được kế nhiệm, ông đã khởi động lại hoạt động kinh doanh của McKinsey, giúp công ty tăng doanh thu trở lại vào năm 1988. Đặc biệt, doanh thu của McKinsey tăng gấp đôi vào những năm sau đó, dưới nhiệm kỳ của Fred Gluck.
Từ năm 1994, đầu tiên trong lịch sử, Giám đốc điều hành của McKinsey không phải là một người Mỹ, khi Rajat Gupta đảm nhận chức vụ này, quy mô của công ty đã được mở rộng lên nhiều lần trong nhiệm kỳ của ông. Số lượng nhân viên tăng từ 2 900 lên 7 700 nhân viên, từ 58 đến 84 chi nhánh. Bên cạnh đó, thị trường quốc tế cũng được mở rộng hơn tại Ma Cao, Bắc Kinh, Băng Cốc.
Từ năm 2001, McKinsey tập trung và đầu tư vào nhiều lĩnh vực khác như công cộng và xã hội, quản lý tri thức giúp cho công ty ngày càng phát triển hơn nữa. Năm 2003, McKinsey thành lập trụ sở châu Á - Thái Bình Dương tại Thượng Hải (Trung Quốc). Từ đó, doanh thu của công ty ở ngoài Hoa Kỳ chiếm hơn 60%. Năm 2008, McKinsey thành lập Văn phòng SSO liên quan đến các mảng về sức khỏe cộng đồng, hoạt động từ thiện và phát triển kinh tế tạo cơ hội.

## Hoạt động kinh doanh chính

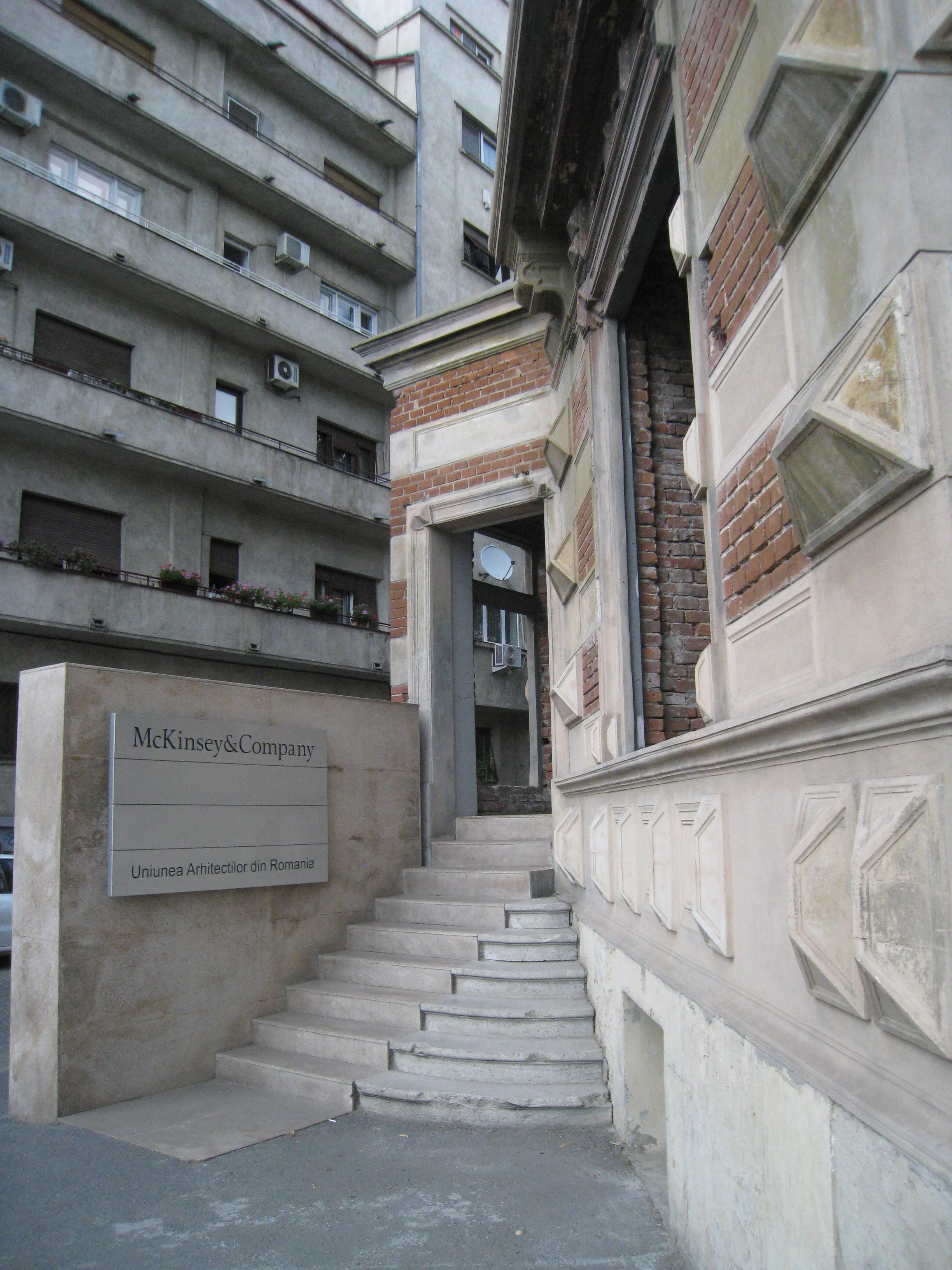
Văn phòng của McKinsey tại Bucharest, Romania

Hoạt động kinh doanh chính của McKinsey & Company là cung cấp dịch vụ tư vấn quản lý và chiến lược cho các doanh nghiệp, chính phủ và các tổ chức tổ chức như cung cấp lời khuyên về việc mua bán và sáp nhập, phát triển kế hoạch tái cấu trúc lực lượng bán hàng, tạo ra một chiến lược kinh doanh mới hay đưa ra lời khuyên về thu hẹp quy mô,...
McKinsey & Company nghiên cứu thị trường và thăm dò dư luận trước khi đưa ra các tư vấn về quản lý và chiến lược kinh doanh. Các chuyên gia tư vấn của McKinsey & Company thiết kế và thực hiện các nghiên cứu để đánh giá các quyết định quản lý bằng cách sử dụng dữ liệu và các cuộc phỏng vấn, khảo sát để kiểm tra các giả thuyết.
Các mảng tư vấn của McKinsey & Company trải rộng, không giới hạn ngành và chức năng. Một số ngành và chức năng mà McKinsey & Company tư vấn:

### Ngành
- Điện tử tiên tiến
- Hàng không vũ trụ và quốc phòng
- Nông nghiệp
- Tự động và lắp ráp
- Dự án và cơ sở hạ tầng
- Hóa chất
- Hàng tiêu dùng đóng gói
- Điện lực và khí đốt
- Dịch vụ tài chính
- Hệ thống chăm sóc sức khỏe và dịch vụ chăm sóc sức khỏe
- Kim loại và khai thác
- Dầu khí
- Sản phẩm và bao bì từ giấy và lâm sản
- Dược phẩm và Sản phẩm y tế
- Đầu tư vốn cổ phần cá nhân và tài chính
- Khu vực công
- Bán lẻ
- Chất bán dẫn
- Khu vực xã hội
- Công nghệ, truyền thông và viễn thông
- Du lịch, vận tải và logistics

### Chức năng
- Phân tích
- Thiết kế
- Kỹ thuật số
- Sáp nhập và mua lại
- Marketing và Bán hàng
- Điều hành
- Tổ chức
- Rủi ro
- Chiến lược và tài chính doanh nghiệp
- Ổn định
- Chuyển đổi

#### Các điểm nổi bật trong tư vấn chức năng

##### Chuyển đổi
McKinsey & Company giúp các doanh nghiệp, tổ chức cải thiện tỷ lệ thành công cho các chương trình chuyển đổi quy mô lớn.

##### Kỹ thuật số
McKinsey & Company giúp các doanh nghiệp, tổ chức trong việc ứng dụng công nghệ đúng chỗ để tạo ra giá trị cao nhất.

##### Tăng tốc
McKinsey & Company giúp xây dựng năng lực cho nhân sự của doanh nghiệp, tổ chức để tăng tốc và duy trì sự thay đổi.